# Android (Betriebssystem)
Android [ˈændɹɔɪd] ist sowohl ein Betriebssystem als auch eine Softwareplattform für mobile Geräte wie Smartphones, Tabletcomputer, Fernseher, Mediaplayer, Netbooks und Autos, die von der von Google gegründeten und von ihr geleiteten Open Handset Alliance entwickelt werden. Basis ist ein Linux-Kernel.
Android ist freie Software. Ausgeliefert werden die meisten Android-Geräte allerdings mit vorinstallierter proprietärer Software, darunter meist die Google-Mobile-Dienste (kurz GMD; ugs. Google-Apps) wie Google Chrome, Google Maps, Google Play und YouTube. Aufgrund von Nutzungsverträgen mit Google entziehen die Hersteller dieser Geräte den Nutzern die Möglichkeit, viele der Google-Apps zu löschen. Google wird oft dafür kritisiert, dass es durch die ebenfalls nicht löschbaren Google-Play-Dienste seine Nutzer unter anderem über Kamera und Mikrofon durchgehend überwachen kann und dies mutmaßlich überwachungskapitalistisch ausnutzt. Weiterhin senden die Google-Play-Dienste permanent den Standort sowie personenbezogene Daten an Google. Es entstehen detaillierte Tagesprotokolle, die jahrelang bestehen können.
Ein Großteil der derzeit in Betrieb befindlichen Android-Geräte sind solche Google-Androids. Alternative Android-Betriebssysteme sind unter anderem freie Betriebssysteme wie /e/OS, GrapheneOS, CalyxOS und LineageOS (sogenannte Android-Custom-ROMs) – sowie proprietäre Systeme wie Fire OS von Amazon, tolinoOS der Tolino-Allianz und ShiftOS-l von Shift. Da der Name Android sowie das dazugehörige Logo aber von Google als Marken geschützt werden, dürfen diese anderen auf Android basierenden Betriebssysteme nicht als Android vermarktet werden.
Android (inkl. Alternativen) hat mehr als drei Milliarden monatlich aktive Nutzer. Der weltweite Marktanteil unter Smartphone-Betriebssystemen betrug im April 2024 69,88 Prozent. Android ist damit das am häufigsten genutzte Smartphone-Betriebssystem weltweit (vor iOS mit knapp 29,39 Prozent) sowie das meistgenutzte Betriebssystem überhaupt.

## Geschichte
Andrew „Android“ Rubin, vormals auch bei Apple und dem davon ausgegliederten Unternehmen General Magic angestellt, spielte eine zentrale Rolle bei der Gründung von Android. Als Mitbegründer der Danger Inc. war er schon in die Entwicklung des Hiptop involviert und zog für sein Android-Startup Ende 2003 Chris White, Nick Sears und später Rich Miner als Mitgründer an Bord. Ursprünglich war Android ausschließlich als Betriebssystem für Digitalkameras gedacht, da der Markt für Smartphones aber vielversprechender schien, wurde der Fokus 2004 umgestellt. Im Sommer 2005 übernahm Google das strauchelnde Unternehmen für vermutlich $50 Mio. (damals umgerechnet 40 Mio. €).
Für Android wurden vorwiegend bereits bestehende Komponenten unter Open-Source-Lizenzen neu zusammengestellt, darunter der Linux-Kernel, Java und die C-Standard-Bibliothek Bionic sowie einige Bibliotheken und Daemons des GNU-Projekts. Am 5. November 2007 gab Google bekannt, mit 33 anderen Mitgliedern der Open Handset Alliance ein Mobiltelefon-Betriebssystem namens Android weiterzuentwickeln. Seit dem 21. Oktober 2008 ist Android offiziell verfügbar.

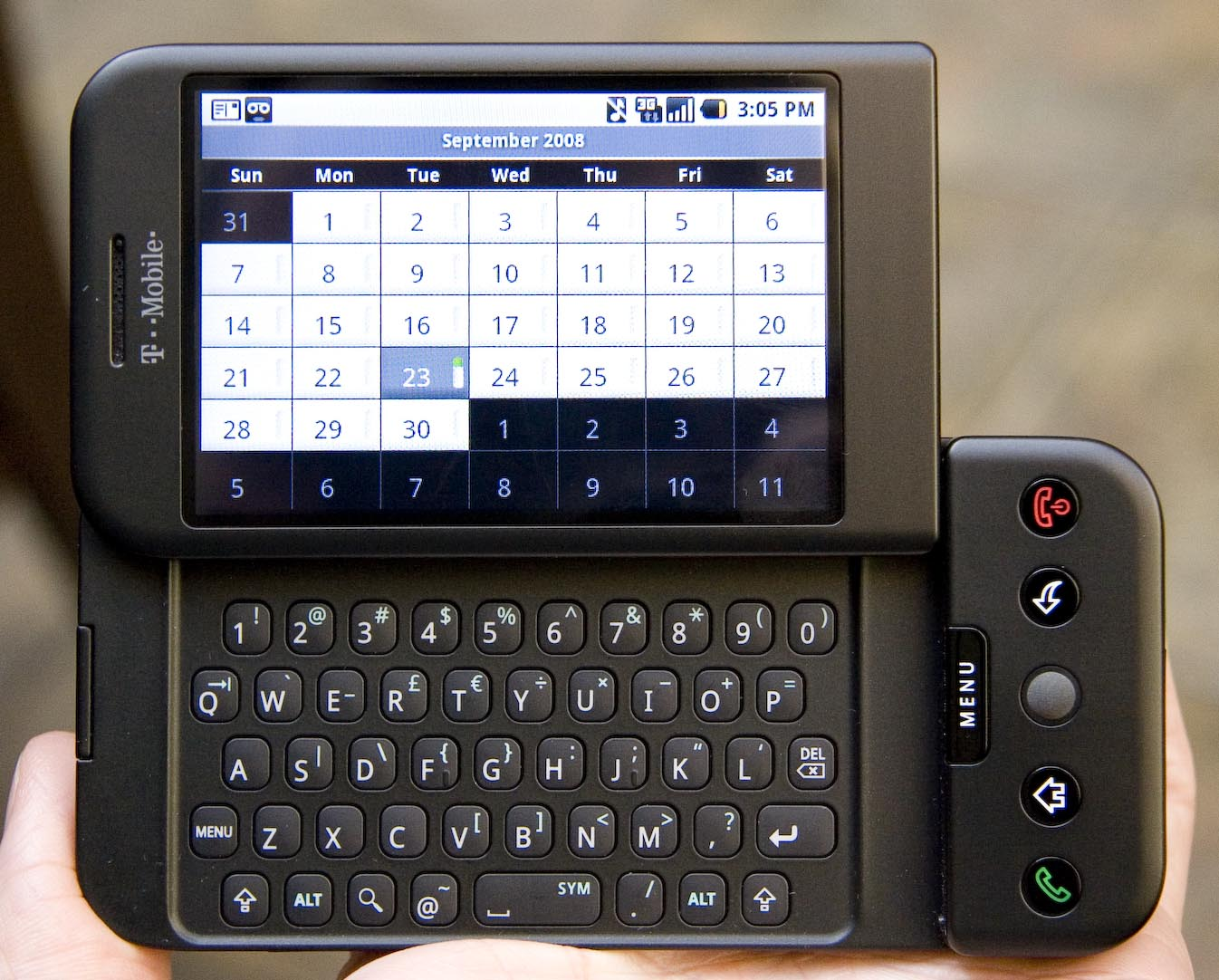
Das HTC Dream (alias T-Mobile G1) war das erste Smartphone mit Android-Betriebssystem

Als erstes Gerät mit Android als Betriebssystem kam am 22. Oktober 2008 das HTC Dream unter dem Namen T-Mobile G1 in den USA auf den Markt.
Dass bereits dieses erste Gerät auf das Global Positioning System (GPS) zugreifen konnte und mit Beschleunigungssensoren ausgestattet war, gehörte zum Konzept von Android.
Von 2010 bis 2016 brachte Google mit der Nexus-Produktreihe in Kooperation mit Hardware-Partnern eigene Android-Tablets und -Smartphones auf den Markt. Die Partner übernahmen mit Google die Entwicklung der Geräte, während die Software von Google stammte, ohne Herstelleraufsätze bei der Oberfläche. Dadurch konnte man Geräte mit aktuellen Android-Updates anbieten. Im Oktober 2016 wurde die Nexus-Produktreihe durch die Nachfolge-Reihe Pixel ersetzt. Diese werden von Google allein entwickelt, und ein Hardwarepartner übernimmt die Fertigung.
Mit Android 6 Marshmallow wurde die Funktion adoptierbarer Speicher eingeführt. Nutzer können wahlweise eine Speicherkarte als Erweiterung des internen Speichers anstelle eines klassischen tragbaren Speichers einbinden. Dazu wird die Karte verschlüsselt neu formatiert. Dies schließt jedoch eine Wiederverwendung in anderen Geräten bis zur weiteren Neuformatierung sowie Datenrettung bei defektem Telefon aus. Daher schlossen die Hersteller Samsung und LG diese Funktion aus.
Neben dem für Telefone und Tabletrechner optimierten Android veröffentlicht Google auch angepasste Android-Versionen in Form von Android TV für Fernsehgeräte, Wear OS (bis 16. März 2018 Android Wear) für Smartwatches und Android Auto für Autos. Android Things, eine Version für Kleingeräte, wurde am 5. Januar 2022 eingestellt.

## Oberfläche und Bedienung

### Gesten
Nutzer können Android seit Android 10 mittels Gestensteuerung steuern, also durch das Wischen vom unteren oder seitlichen Bildschirmrand, um zurück bzw. auf den Startbildschirm zu gelangen. Dies ist allerdings rein optional und lässt sich deaktivieren.

### Maus und Tastatur
Durch den OTG-USB-Anschluss oder über Bluetooth sind an den meisten Geräten auch Steuerung und Eingabe per Maus, Tastatur oder Gamecontroller möglich. Da die meisten für Android programmierten Apps allerdings für die Steuerung per Touchscreen ausgelegt sind, kann die Bedienung über eine Maus in manchen Fällen schwierig sein.

### Tasten
Eine weitere Art zur Steuerung ist mittels verschiedener Navigationstasten. Bei neueren Geräten (Stand: 2015) bestehen diese aus „zurück“ (geht zur vorherigen Aktivität oder Seite), „Home“ (öffnet den Startbildschirm) und „Letzte Applikationen“ (erlaubt das schnelle Schließen oder Hin- und Herschalten zwischen gleichzeitig laufenden Apps). Bei älteren Geräten ist die Funktion der Multitasking-Schaltfläche durch ein Gedrückthalten der Home-Taste zu erreichen. Die Multitasking-Taste ist dort eine Optionentaste, die bei neueren Geräten bei Bedarf ebenfalls eingeblendet wird, oder durch deren langen Druck simuliert wird. Vor Android 4.0 und bei einzelnen Herstellern gibt es auch „Menü“ oder „Suche“. Samsung setzte lange Zeit in seinen Geräten auf die Menü- statt der Multitasking-Taste und vertauschte diese auch von der Position her mit der „Zurück“-Taste. Erst in neueren Modellen wird die von Google empfohlene Taste verwendet. Seit Android 7 wird durch das lange Drücken des Knopfes „Letzte Applikationen“ der Bildschirm geteilt und es lassen sich zwei Apps gleichzeitig nutzen.
Man unterscheidet zwischen Soft- und Hardwaretasten. Erstere werden vom Betriebssystem (softwareseitig) auf dem Bildschirm dargestellt, letztere sind physische Knöpfe oder berührungsempfindliche Schaltflächen auf dem Gerät selbst. Der Vorteil von virtuellen Tasten ist, dass diese bei Bedarf gedreht oder versteckt werden können. Der Vollbild-Modus funktioniert aber nur ab Version 4.4. Davor ist es lediglich beim Betrachten von Fotos und Videos möglich, die Navigationsleiste zu verstecken.
Die zu haltende Tastenkombination zur Aufnahme von Bildschirmfotos unterscheidet sich je nach Gerätetyp. Bei manchen Geräten ist ein zusätzlicher Schnellzugriff im über die Einschalttaste aufrufbaren Menü verfügbar. Seit Android 5 Lollipop ist das lokale Aufnehmen von Bildschirmvideos möglich. Allerdings implementierten einzelne Hersteller wie Sony Mobile diese Funktion früher.
Frühe Android-Telefone waren häufig mit einer dedizierten Suchtaste zum schnellen Zugriff auf eine voreingestellte Suchmaschine oder das Suchfeld innerhalb einer Anwendung ausgestattet; neuere Geräte ermöglichen Ersteres in der Regel durch den langen Druck der Home-Taste.
Eine dedizierte Optionen-Schaltfläche (Menütaste) und deren Simulation auf dem Bildschirm werden ab Android 10 nicht mehr unterstützt. Stattdessen sollen Anwendungsentwickler Zugriffsmöglichkeiten auf Optionen innerhalb der Bedienoberfläche platzieren.

### Startbildschirm

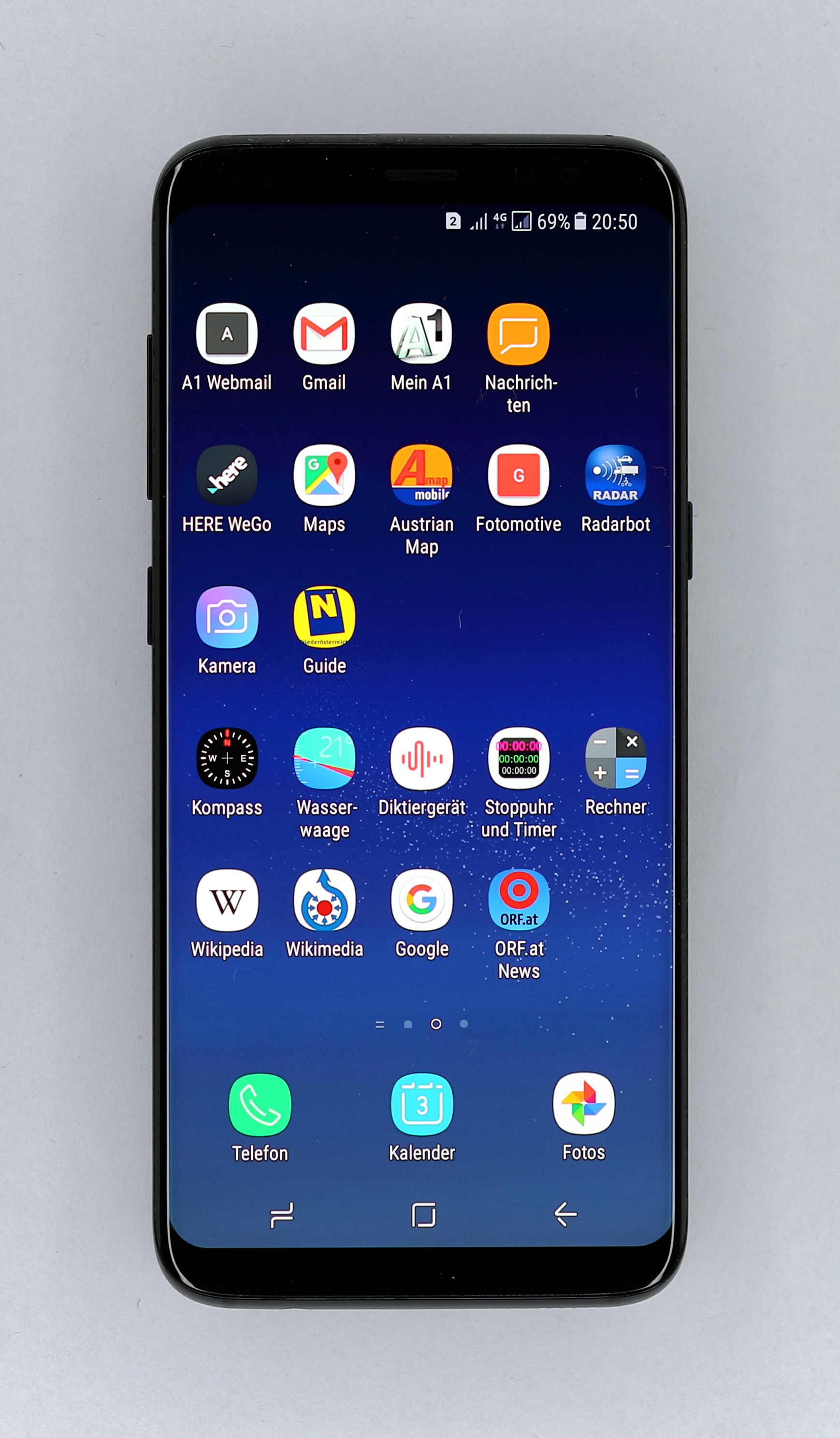
Samsung Galaxy S8 Duos mit Android-Betriebssystem 7.0 und benutzerdefiniertem Startbildschirm

Der Startbildschirm dient in erster Linie zum Starten von Apps. Daher kommt auch die englische Bezeichnung Launcher (englisch to launch = starten). Er besteht aus mindestens einer Seite, je nach Gerät können aber auch weitere Seiten mit beliebigen Elementen hinzugefügt werden. Anders als bei Apples iOS befinden sich damit nicht alle App-Verknüpfungen auf einer der Seiten des Startbildschirms. Die Übersicht aller installierten Apps ist bis Android 1.6 mit einer Lasche aufzurufen. Ab Android 2.2 öffnet sich eine alphabetisch sortierte Liste aller Apps durch den App-Drawer. Dieser befindet sich in der Standardeinstellung direkt bei den vier Hauptanwendungen im App-Dock, das in der Regel auf allen Seiten sichtbar ist und ebenfalls mit der Version 2.2 eingeführt wurde. Am oberen Rand wird eine Google-Suchleiste angezeigt, die von Google auch einfach durch das Sprechen der Worte „Ok Google“ gestartet und wonach dessen Spracheingabe aktiviert wird. Zwischen Dock und Suchleiste (eine eigene Zeile für das Sucheingabefeld) lassen sich in einem Raster Verknüpfungen zu Apps, Lesezeichen, Kontakten oder Widgets ablegen. Bei diesen handelt es sich um meist etwas größere Anzeigen von allgemeinen Daten, zum Beispiel Wetter, Datum und Uhrzeit, Termine oder auch ein Taschenrechner. Es werden über Widgets bestimmte App-Informationen übersichtlich präsentiert. So zeigt die Standard-Musik-App beispielsweise Informationen über die gerade laufende Mediendatei mit einem reduzierten Abspielmenü an.
Die Anpassbarkeit ist ein großer Vorteil von Android und spielt beim Startbildschirm als Start- und Übersichtsansicht eine wichtige Rolle. Es lassen sich alternative Apps mit mehr Einstellungen oder einem anderen Bedienkonzept installieren. Beim Druck auf die Hometaste kann ausgewählt werden, welche der Apps als Standardanwendung für den Startbildschirm benutzt werden soll. Auch andere Teile des Systems können ersetzt werden, die Tastatur oder der Standardbrowser.

### Benachrichtigungsleiste

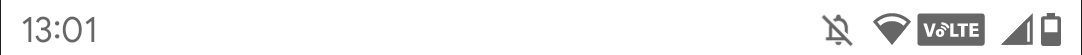
Statusleiste von Android 10 mit grauen Symbolen

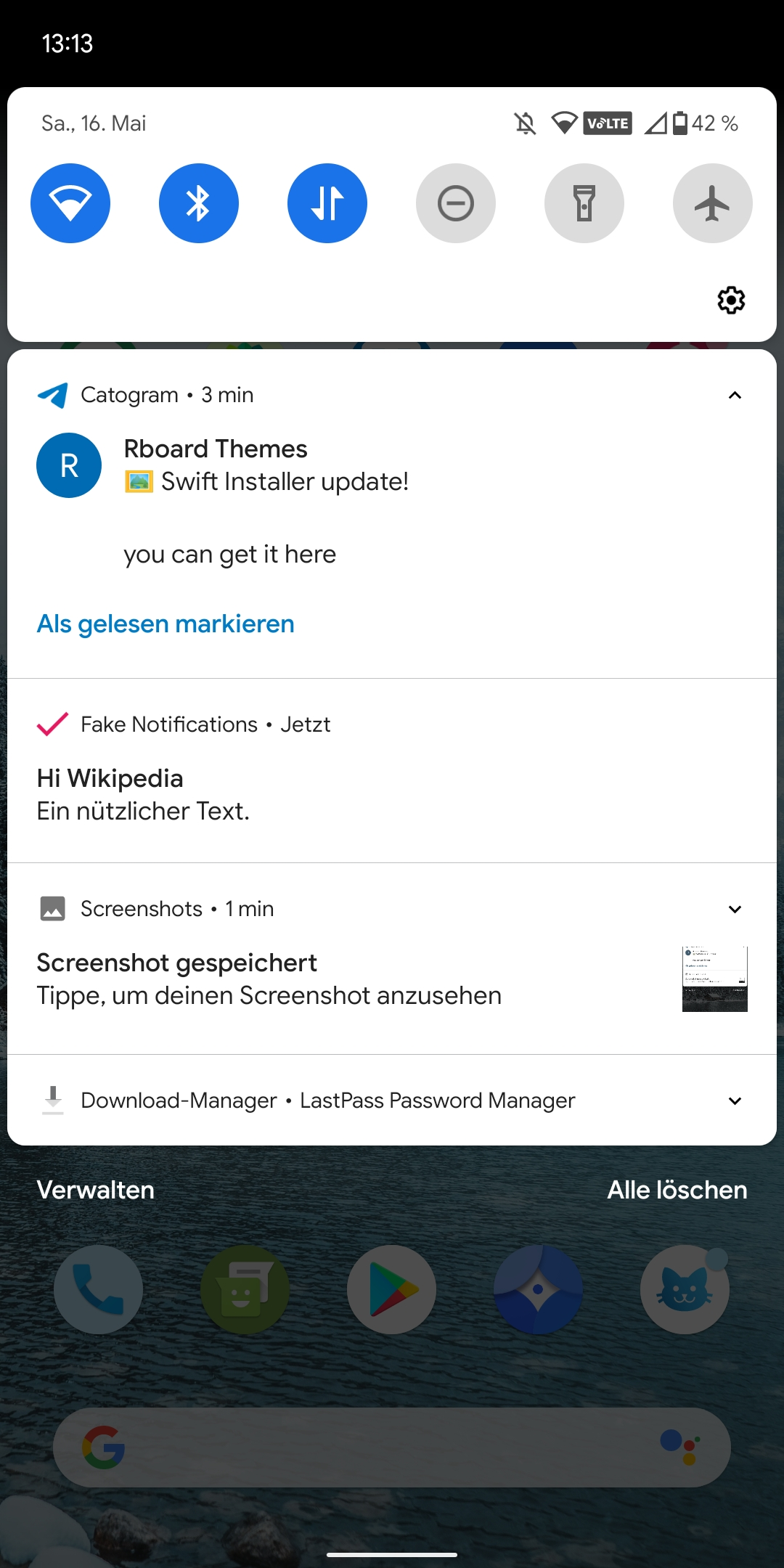
Benachrichtigungscenter von Android 10

Ein weiteres Merkmal des Betriebssystems ist die Benachrichtigungsleiste am oberen Bildschirmrand, die mit einer Geste von ganz oben nach unten geöffnet werden kann. Jede App kann selbst bei bestimmten Ereignissen eine Benachrichtigung erstellen, zum Beispiel bei einer neuen E-Mail, einem Termin, einem Downloadvorgang, einer SMS oder einer neu installierten App. Ist die Leiste geschlossen, sehen Nutzer oben links für jede Benachrichtigung ein passendes Symbol. Die rechte Seite informiert ebenfalls hauptsächlich mit Symbolen über Bluetooth-Verbindung, Klingelmodus, WLAN-Verbindung, Feldstärke und Datenverbindung oder Flugmodus, Akkustand und Uhrzeit (v. l. n. r.). Benachrichtigungen können dauerhaft sein, dann lassen sie sich nicht wie sonst per Geste entfernen, sondern verschwinden von alleine, wenn eine bestimmte Bedingung nicht mehr erfüllt oder ein Vorgang abgeschlossen ist (zum Beispiel die Benachrichtigung „USB-Debugging“ bei PC-Anschluss oder eine Download-Information). Auch gibt es erweiterbare Benachrichtigungen, die per Ziehen nach unten weitere Tasten anzeigen, wie „Antworten“, „Weiterleiten“ oder „Löschen“ einer E-Mail, oder in der Audiowiedergabe ein größeres Cover, den Albumnamen und einen Zurückspulen-Knopf.

### Schnelleinstellungen
Um die Schnelleinstellungen (Quick Settings) zu öffnen, gibt es drei Möglichkeiten: Bei geschlossener Leiste einfach durch eine Geste mit zwei Fingern von oben nach unten sowie im geöffneten Modus (ab Version 5.0) entweder durch einen weiteren Wisch nach unten oder durch Tippen auf die obere Statusleiste (außer dem Datum). Das Einstellungsmenü beinhaltet einen Helligkeitsregler und An-/Aus-Schalter für WLAN, Bluetooth, Farbumkehrung des Bildschirms, Feldstärke, Flugmodus, automatische Bildschirmrotation, LED-Blitzlicht als Taschenlampe, Standort, Bildschirmübertragung und mobiler WLAN-Hotspot. Durch einen langen Druck gelangt man in die jeweilige Sektion der Systemeinstellungen. Manche Optionen zeigen beim Tippen noch ein kleines Menü an. So erfahren Nutzer bei einem Druck auf die Feldstärke noch den momentanen mobilen Datenverbrauch und ihr Limit und sie können die mobilen Daten auch deaktivieren. Bei WLAN und Bluetooth kann (ab Version 5.1) noch das verbundene Netzwerk oder Gerät ausgewählt werden.

### Entwickleroptionen
Durch das siebenfache Tippen auf die „Build“-Nummer in den Geräteinformationen lassen sich die sogenannten „Entwickleroptionen“ freischalten, die unter anderem für Power-User gedacht sind. Dazu gehören das Hervorheben sich verändernder Bildschirmbereiche, das Deaktivieren der ferngesteuerten Bluetooth-Lautstärke und das Beschleunigen oder Überspringen von Übergangsanimationen.

### Herstellerspezifische Aufsätze
In der Anfangszeit von Android ließ das System noch Funktionen vermissen, die von den Smartphone-Herstellern mittels eigener Ergänzungen (sog. Herstelleraufsätze) ergänzt wurden. Heute geht der Trend hin zu purem Android, auch „Vanilla Android“ oder „Stock Android“ genannt. Die populärsten Geräte sind die Pixel-Geräte, die von Google in enger Zusammenarbeit mit einem anderen Android-Smartphone-Hersteller entstanden sind. Ein großer Vorteil liegt in der Sicherheit, da die Geräte mindestens drei Jahre jeden Monat mit Sicherheitsupdates versorgt werden. Geräte mit Android-One-Zertifizierung müssen einen fest vorgegebenen Launcher nutzen und dürfen kaum bis keine vom Gerätehersteller bereits vorinstallierten Apps enthalten. Das Generic System Image (GSI) ist nicht zwingend installiert. Einen ähnlichen Status wie Geräte mit Android-One-Zertifizierung und wie die Pixel-Geräte besaßen Google-Play-Editionen bereits existierender Geräten, die mit Stock-Android statt der Herstelleroberfläche ausgeliefert werden. Bei diesen kamen Updates zwar von den Herstellern selbst, erschienen aber meist recht schnell.
Eigene Aufsätze der Smartphone-Hersteller wie HTC mit HTC Sense, Sonys Xperia UI, Samsung mit der One UI, LG UX von LG, MIUI von Xiaomi und die EMUI von Huawei ändern heute hauptsächlich das Design der Oberfläche (teils drastisch), wobei der grundsätzliche Aufbau meist der gleiche bleibt.

## Architektur

### Kernel

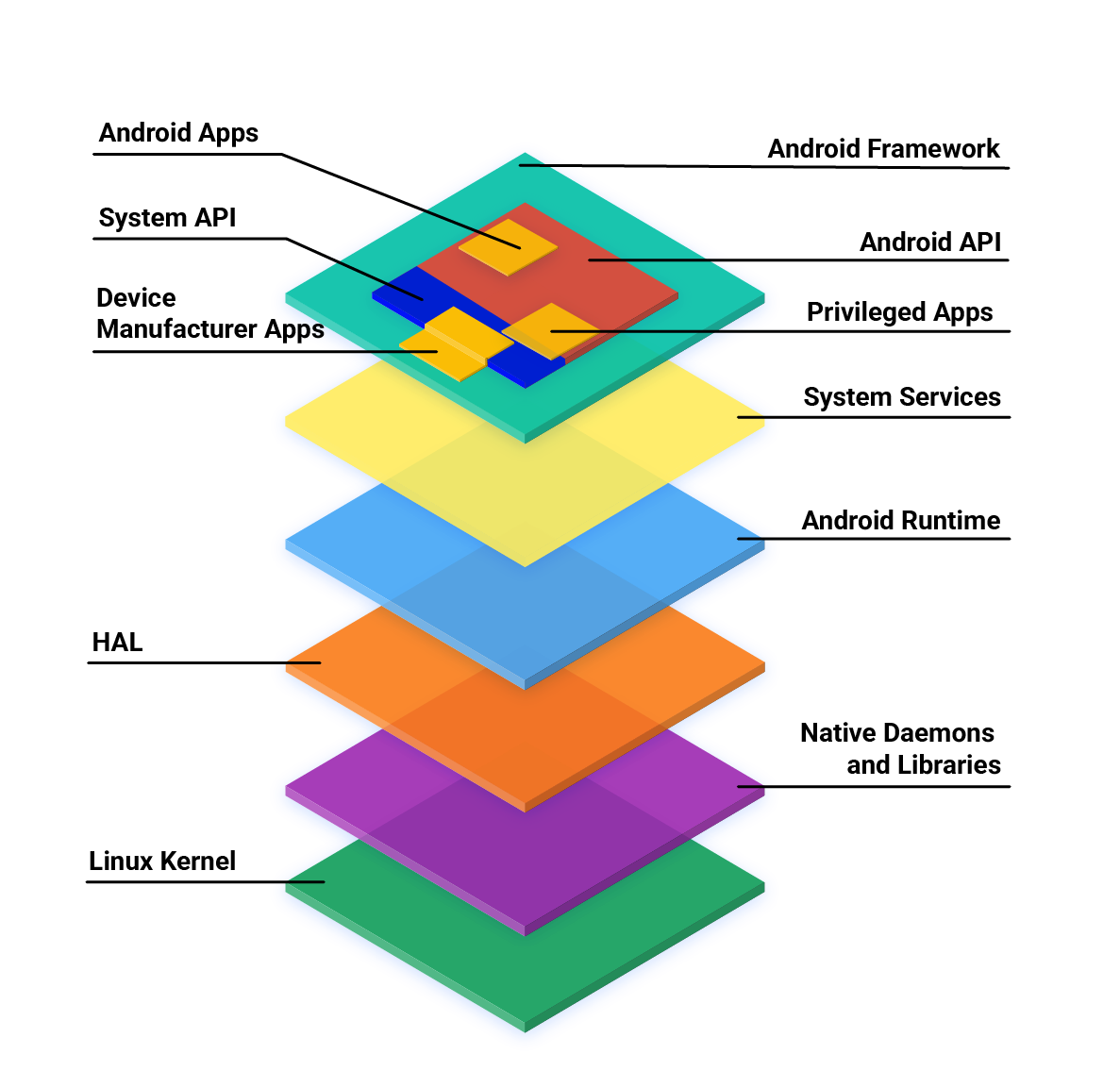
Der Stack des Android Open Source Project (2024)

Die Architektur von Android baute anfangs auf dem Linux-Kernel 2.6 auf, ab Android 4.x wird ein Kernel der 3.x-Serie verwendet. Seit Android 11 werden die Kernelversionen 4.14, 4.19 sowie 5.4 verwendet. Er ist für die Speicherverwaltung und Prozessverwaltung zuständig und stellt die Schnittstelle zum Abspielen von Multimedia und der Netzwerkkommunikation dar. Außerdem bildet er die Hardware-Abstraktionsschicht für den Rest der Software und stellt die Gerätetreiber für das System.

### Java-Laufzeitumgebung
Weitere wichtige Bausteine sind die auf der Java-Technologie basierende Laufzeitumgebung Android Runtime (ART) sowie die Klassenbibliothek OpenJDK.
Bis Version 4.4 wurden Anwendungen in der Dalvik Virtual Machine ausgeführt. Die verwendeten Klassenbibliotheken stammten ursprünglich aus dem inzwischen eingestellten Projekt Apache Harmony und orientierten sich stark an der Java Standard Edition.

### Native Bibliotheken
Anwendungen für die Android-Plattform werden in der Regel in Java geschrieben, jedoch greifen diese in geschwindigkeitskritischen Bereichen auf zahlreiche in C oder C++ geschriebene native Bibliotheken zurück. Darunter befinden sich neben Codecs für die Medienwiedergabe auch ein Webbrowser auf der Basis von WebKit sowie seit Android 4.4 Chromium, die Datenbank SQLite und eine auf OpenGL basierende 3D-Grafikbibliothek.

### Entwicklungsumgebung
Zur Entwicklung eigener Programme für Android, der Android-Softwareentwicklung, benötigt man ein aktuelles Java-Entwicklungswerkzeug und zusätzlich das Android-SDK. Zuerst wird der in Java geschriebene Quelltext mit einem normalen Java-Compiler übersetzt und dann von einem Cross-Assembler für die Dalvik-VM angepasst. Aus diesem Grund können Programme prinzipiell mit jeder Java-Entwicklungsumgebung erstellt werden.
Die fertige Anwendung muss in ein .apk-Paket (englisch Android Package) verpackt werden, anschließend kann sie über Google Play, App Stores der Gerätehersteller, andere kommerzielle Anbieter (zum Beispiel Amazon) oder auch alternative Paketquellen wie F-Droid bereitgestellt werden. Außerdem lassen sie sich direkt auf dem Gerät mit dem Paketmanager installieren.
Das Framework setzt auf starke Modularität. So sind alle Komponenten des Systems generell gleichberechtigt (ausgenommen die virtuelle Maschine und das unterliegende Kernsystem) und können jederzeit ausgetauscht werden. Es ist also beispielsweise möglich, eine eigene Anwendung zum Erstellen von Kurznachrichten oder zum Wählen von Rufnummern zu erstellen und die bisherige Anwendung damit zu ersetzen.
Seit Mai 2013 stellt Google eine eigene IDE namens Android Studio auf Basis von IntelliJ IDEA bereit, welche die vormals als Eclipse-Plugin entwickelten Android Development Tools ablöste.

### Native Programme
Einen weiteren Anwendungsentwicklungs- und Portierungsweg jenseits von Java bietet die SDL-Bibliothek für SDL- und nativen C-Code an. Über einen kleinen Java-basierten Wrappercodeanteil wird über das JNI die Verwendung nativen Codes möglich. Damit ist das Portieren vorhandener SDL-Applikationen wie die Portierung von Jagged Alliance 2 auf Android relativ problemlos möglich.
Manche cross-plattform fähige Entwicklungspakete wie Embarcadero Delphi setzen ebenfalls auf dem so genannten NDK (Native Development Kit) auf. Mittels JNI können auch hier Java APIs des Betriebssystems aufgerufen werden, falls Funktionalitäten, die nicht von der Laufzeitbibliothek der Programmiersprache abgedeckt werden, aufgerufen werden sollen.

### Beschränkungen
Da Android standardmäßig nicht den vollen Umfang der GNU-Bibliotheken umfasst und diese nicht standardkonform implementiert sowie ein eigenes Fenstersystem besitzt, ist eine Portierung von Software für klassische Linux-Distributionen auf Android schwierig.

### Grafische Schnittstelle
Android verwendet EGL als Schnittstelle zwischen dem Fenstersystem und OpenGL ES sowie OpenVG.

### Sicherheit
Die SafetyNet-API soll die Kompatibilität und Sicherheit prüfen. Überprüft wird unter anderem, ob der Bootloader entsperrt ist, ob das Gerät gerootet ist und ob Google-Dienste installiert sind; das führt dazu, dass Apps wie zum Beispiel Pokémon Go, Snapchat und auch viele Banking Apps auf gerooteten sowie auf Geräten mit Custom-ROMs ohne Google Apps nicht oder nur teilweise funktionieren, dies kann aber durch verschiedene Methoden, wie Signatur Spoofing, Zygisk oder Kernel Assisted Superuser umgangen werden.

### Einordnung als Linux-Distribution
Android teilt sich zahlreiche Eigenschaften mit Embedded-Linux-Distributionen. Es unterscheidet sich wesentlich von jenen GNU/Linux-Distributionen, wie man sie für Desktop und Server kennt, weil entscheidende Teile mit alternativen Konzepten wie Java und der C-Standard-Bibliothek Bionic umgesetzt sind. Ob trotz dieser konzeptionellen Unterschiede der Begriff Linux-Distribution auf Android angewendet werden kann, ist umstritten, da dieser Begriff üblicherweise für Distributionen steht, die neben dem Linux-Kernel auch GNU-Software wie die GNU Core Utilities mitliefern. Diese sind nur unvollständig Bestandteil von Android, lassen sich jedoch nachrüsten. Gleichwohl bezeichnet die Linux Foundation Android als Linux-Distribution, da es sich um eine Distribution mit Linux-Kernel handelt. Zudem sind auch etliche Bestandteile aus NetBSD in Android enthalten.

## Verfügbarkeit der Quellen
Android selbst ist freie Software, bekannt unter dem Namen Android Open Source Project (AOSP). Der größte Teil der Plattform steht unter der Apache-Lizenz – mit Ausnahme des Linux-Kernels, der unter der GPL 2 vertrieben wird. Ab April 2025 wird Quellcode seltener freigegeben, da die gesamte Android-Entwicklung dann nur intern bei Google stattfindet. Quellcode-Änderungen erscheinen erst, wenn Google hierzu einen neuen Zweig freigibt. Da dies die Praxis für die meisten Komponentenänderungen ist, konsolidiert Google die Entwicklungsbemühungen zu einem einzigen Zweig.
Die Google-Play-Dienste sowie von den meisten Herstellern vorinstallierten Anwendungen von Google sind keine freie Software, da ihr Quelltext nicht verfügbar ist. Es gibt jedoch Android-Varianten, sogenannte Android-Custom-ROMs, die ohne proprietäre Software auskommen und vom Nutzer nachträglich auf dem Smartphone installiert werden können. Darüber hinaus existiert microG, eine quelloffene Implementierung der Google-Play-Dienste, die durch Reverse Engineering erstellt wurde. microG ermöglicht Nutzern, Anwendungen zu benutzen, welche normalerweise die Google-Play-Dienste benötigen, wobei weniger Daten an Google gesendet werden.
2025 eröffnete Google für Software-Entwickler die Plattform Android Canary zur Veröffentlichung von Android-Vorabversionen.

## Versionen
| Version               | Codename                  | Erscheinungsdatum     | API        |
| --------------------- | ------------------------- | --------------------- | ---------- |
| 1.0                   | — / „Alpha“               | 23. September 2008    | 1          |
| 1.1                   | — / „Beta“                | 9. Februar 2009       | 2          |
| 1.5                   | „Cupcake“                 | 27. April 2009        | 3          |
| 1.6                   | „Donut“                   | 15. September 2009    | 4          |
| 2.0.x / 2.1           | „Éclair“                  | 26. Oktober 2009      | 5, 6, 7    |
| 2.2.x                 | „Froyo“ (Frozen Yogurt)   | 20. Mai 2010          | 8          |
| 2.3.x                 | „Gingerbread“             | 6. Dezember 2010      | 9, 10      |
| 3.x.x                 | „Honeycomb“               | 22. Februar 2011      | 11, 12, 13 |
| 4.0.x                 | „Ice Cream Sandwich“      | 18. Oktober 2011      | 14, 15     |
| 4.1.x / 4.2.x / 4.3.x | „Jelly Bean“              | 9. Juli 2012          | 16, 17, 18 |
| 4.4.x                 | „Kitkat“                  | 31. Oktober 2013      | 19, 20     |
| 5.0.x / 5.1.x         | „Lollipop“                | 12. November 2014     | 21, 22     |
| 6.0.x                 | „Marshmallow“             | 5. Oktober 2015       | 23         |
| 7.0.x / 7.1.x         | „Nougat“                  | 22. August 2016       | 24, 25     |
| 8.0 / 8.1             | „Oreo“                    | 21. August 2017       | 26, 27     |
| 9                     | „Pie“                     | 6. August 2018        | 28         |
| 10                    | — / („Queen Cake“)        | 3. September 2019     | 29         |
| 11                    | — / („Red Velvet Cake“)   | 8. September 2020     | 30         |
| 12                    | — / („Snow Cone“)         | 4. Oktober 2021       | 31         |
| 12L                   | — / („Snow Cone2“)        | 7. März 2022          | 32         |
| 13                    | — / („Tiramisu“)          | 15. August 2022       | 33         |
| 14                    | — / („Upside Down Cake“)  | 4. Oktober 2023       | 34         |
| 15                    | — / („Vanilla Ice Cream“) | 15. Oktober 2024      | 35         |
| 16                    | — / („Baclava“)           | (geplant Sommer 2025) | 36         |

Von Version 1.5 bis 9 trugen alle Versionen neben der Versionsnummer den englischen Namen einer Süßspeise, deren Anfangsbuchstaben jeweils im Alphabet aufsteigend waren. Zu jeder Android-Version entwarf die Open Handset Alliance und Google ein Android-Maskottchen mit der jeweils zur Version gehörenden Süßspeise. Seit Android 10 wird wieder auf den Namenszusatz verzichtet. Nichtsdestotrotz werden Google intern weiterhin süße Codenamen verwendet.

## Vorhandene Software
In Googles App Store „Google Play“ (ehemals „Android Market“) gab es im Mai 2015 mehr als 1,5 Mio. Apps. Seit 2013 verfügt Google Play über ein größeres App-Angebot als der vorherige marktführende App-Anbieter Apple. Im SDK werden zusätzlich eine Reihe von Anwendungen, darunter ein Webbrowser, die Kartenanwendung Google Maps, eine SMS-, E-Mail- und Adressbuchverwaltung, ein Musikprogramm, eine Kamera- und Galerieapplikation sowie ein Satz von API-Demoanwendungen mitgeliefert.

Logo von Google Play

Erstellte Software kann von den Entwicklern bei Google Play angeboten werden. Verkaufen kann sie dort allerdings nur, wer in bestimmten Staaten ansässig ist. In den Nutzungsbedingungen sind unter anderem Deutschland, Österreich und die Schweiz aufgeführt. Kostenfreie Software macht etwa 69 Prozent aus.
Neben Google Play stehen Entwicklern und Endanwendern auch eine Reihe anderer Märkte und Plattformen für Android-Software offen, wie der Amazon Appstore, Yandex.Store oder F-Droid; manche vermeintlich eigenständige verweisen jedoch wiederum auf Google Play.
Google behält eine gewisse Kontrolle über Android-Software. Nur lizenzierte Android-Distributionen dürfen die Google-eigenen Anwendungen (Closed Source) wie Google Mail oder Google Maps verwenden sowie auf Google Play für weitere Applikationen zugreifen. Verschiedene Tablets verwenden ein unlizenziertes Android 4; „gerootete“ Geräte verwenden oft ein Custom-ROM. Diese haben nach dem Flashen der entsprechenden GApps ebenfalls die Berechtigung für den Zugriff auf den Google Play sowie die anderen GApps der Google Mobile Services (GMS). Es wird nicht offiziell unterstützt, Applikationen aus Google Play auf einem Nicht-Android-System herunterzuladen (zum Beispiel einem normalen PC), um sie dann über USB auf einem Android-Gerät zu installieren. Dies ist aber mit Drittanbietersoftware wie dem Java-Programm Raccoon oder dem Browser-Addon APK Downloader, erhältlich für Firefox und Chrome, trotzdem möglich. Auch ein Download auf einem Android-Gerät selbst, mithilfe von Apps wie Aurora Store oder Yalp Store, ist möglich. Jedoch wird hierbei, wie bei dem Download mit der offiziellen App, ein Google-Konto benötigt. Einige Software-Hersteller bieten ihre Applikationen auch in alternativen App Stores oder direkt als Installationsdatei an; diese lässt sich dann auf beliebige Weise herunterladen und auf dem Android-Gerät installieren.

### Dateiverwaltung
Ab Version 6 „Marshmallow“ ist auf Android ab Werk ein rudimentärer Dateimanager mit dem internen Namen „DocumentsUI“ vorinstalliert, der über die Einstellungen, Speicher, Erkunden aufzurufen ist. Seit Android 4.4 „KitKat“ gibt es zudem ein Media-System, über das indirekt auf das Dateisystem zugegriffen werden kann, wenn zum Beispiel ein Hintergrundbild ausgewählt oder ein E-Mail-Anhang verschickt wird; diese Oberfläche direkt zu starten oder Dateien zu löschen, verschieben, kopieren oder umbenennen ist dennoch nicht möglich.
Mit Android 4.4 „Kit Kat“ wurde der gemeinsame Schreibzugriff auf Speicherkarten für vom Endbenutzer installierten Anwendungen, bspw. Dateiverwalter, gesperrt. Ab Android 5.0 „Lollipop“ wurde Schreibzugriff ausschließlich durch die von Google entwickelte, nicht abwärtskompatible Programmierschnittstelle „Storage Access Framework“ erneut ermöglicht. Mit Android 7 „Nougat“ (API-Stufe 24) wurde das Verschieben von Dateien und Ordnern erneut ermöglicht. Die unterliegende Systemdateistruktur außerhalb von Benutzerdatenverzeichnissen wird seit Android 7 vollständig verborgen.
Mit Android 10 wurde „scoped storage“ für endnutzerinstallierte Anwendungen eingeführt. Der konventionelle Zugriff auf den geteilten internen Benutzerspeicher wird ähnlich wie bei Apple iOS gesperrt; es verbleibt lediglich der Zugriff durch die eigene Programmierschnittstelle „Storage Access Framework“ von Google erhalten. Bei der Deinstallation von Anwendungen werden jeweils angelegte Dateien vollständig gelöscht.
Diese Maßnahmen der Isolation dienen laut Google der Privatsphäre des Benutzers, allerdings standen bereits seit Android 1.0 private Datenverzeichnisse innerhalb von „/data/“ für jeweilige Anwendungen zur Verfügung.

### Prozessverwaltung
Seit Android 5 „Lollipop“ ist die Liste laufender Prozesse nicht mehr für benutzerinstallierte Anwendungen abrufbar. Diese Einschränkung schloss die Verwendung von Prozessverwaltern von Drittenentwicklern aus.

### Barrierefreiheit
Ab Version 4.0 (Ice Cream Sandwich) besitzt das Betriebssystem einen hohen Grad an Barrierefreiheit. Die benötigte Software ist bereits installiert und kann theoretisch von einem Blinden selbständig aktiviert werden. Dabei bietet Android den Vorteil, dass Sprachausgabe (Screenreader) und Bildschirmvergrößerung parallel genutzt werden können. Unterstützung für Braillezeilen bietet Android ab der Version 4.1 und der Erweiterung BrailleBack.

## Root/Administratorrechte
Im Gegensatz zu herkömmlichen Desktop-Computern, bei denen Nutzer mit dem Kauf auch die vollen Administrationsrechte erwerben, hat man bei Android-Geräten ab Werk nicht das vollständige Administrationsrecht.
Dadurch sind die Möglichkeiten zum Anlegen von Sicherungskopien beschränkt, Teile von Nutzerdaten lassen sich nicht sichern und von Nutzern unerwünschte Applikationen können von ihm nicht entfernt werden, auch wenn diese Applikationen nicht für den einwandfreien Betrieb des Gerätes erforderlich sind. Die Festlegung, ob eine bestimmte Anwendung entfernt werden darf, legt der Hersteller der mobilen Endgeräte selbst oder in Absprachen mit den Entwicklerfirmen der Anwendung fest (siehe auch Abschnitt zur Kritik/Kontrolle durch Google, Übermittlung privater Daten). 
Rootrechte ermöglichem dem Gerätebesitzer, auf das gesamte Dateisystem des Gerätes zuzugreifen. Dazu gehören Dateien und Verzeichnisse, welche dem normalen Benutzer verborgen bleiben. Dies ermöglicht das Anlegen und Wiederherstellen vollständiger Sicherungskopien, so wie das Kopieren von Benutzerdaten und Einstellungen auf ein anderes Gerät mit Rootzugriff. 
Normalerweise kann der Gerätebesitzer nur Bildschirmaufnahmen anfertigen, wenn es der App-Entwickler erlaubt. Entwickler können Bildschirmaufnahmen in Teilen oder in der gesamten Anwendung sperren. Beispielsweise unterbindet Google Chrome Bildschiraufnahmen im „Inkognito-Modus“. Mit Rootrechten kann der Gerätebesitzer jedoch Bildschirmaufnahmesperren außer Kraft setzen. Ebenfalls lassen sich Teile der Bedienoberfläche, zum Beispiel die Navigationstasten, verändern. Der Akkustand lässt sich begrenzen um die Lebensdauer des Akkus zu verlängern, falls es nicht seitens des Herstellers ermöglicht ist.
App-Aktualisierungen lassen sich ohne Neuinstallation und der damit verbundenen Zurücksetzung der Benutzerdaten rückgängig machen. Vorinstallierte Systemanwendungen lassen sich zudem mit inoffiziellen Versionen ersetzen.
Zur Erlangung von Rootrechten muss eine Erweiterung, wie zum Beispiel Magisk installiert werden. Bei manchen Geräten erlischt die Garantie.
Der Zugriff auf manche Systemeinstellungen ist nur mit Administratorrechten möglich, darunter solche zur Gestaltung der Bedienoberfläche und Anwendungsverwaltung.

## Verbreitung und Erfolg
Im ersten Quartal 2010 wurden in den Vereinigten Staaten erstmals mehr Android-Mobiltelefone als iPhones verkauft. Der Marktanteil bei Neugeräten betrug im untersuchten Zeitraum für Google 28 Prozent im Gegensatz zu 21 Prozent bei Apple.
Bei den Internetzugriffen ist Android seit Juli 2014 das führende Smartphone-Betriebssystem.
Im September 2013 verkündete Sundar Pichai, dass bis dato eine Milliarde Geräte aktiviert worden seien.
Im Jahr 2014 wurden ca. 1 Milliarde Android-Geräte verkauft. Android hatte als Smartphone-Betriebssystem im dritten Quartal 2016 einen weltweiten Marktanteil von 87,5 Prozent, nach 84,6 Prozent im zweiten Quartal 2014, 79,3 Prozent im zweiten Quartal 2013, 68,1 Prozent im zweiten Quartal 2012, 52,5 Prozent im dritten Quartal 2011 und 25,5 Prozent im dritten Quartal 2010.
Durch die Entscheidung von Google, sein Betriebssystem kostenlos zur Verfügung zu stellen, ist die Nutzung bei Herstellern von Endgeräten beliebt. Diese Entscheidung führte jedoch auch zu einer starken Fragmentierung. Laut einer im Mai 2012 vom Unternehmen Staircase vorgenommenen Untersuchung unter Android-Smartphone-Nutzern, die über einen Zeitraum von einem halben Jahr durchgeführt wurde, konnten 3997 verschiedene Geräte von insgesamt 599 Herstellern gezählt werden. Allerdings wird das Ergebnis durch Android-Custom-ROMs, das heißt nicht originale, vom Hersteller bereitgestellte Betriebssysteme, etwas verfälscht.
Viele Hersteller, insbesondere in China,
verwenden eine unlizenzierte Android-Version, die keine Google-Dienste wie Google Maps, den Google Play Store und Gmail enthält. Nach Schätzungen von Analysten betrifft dies zwischen 23 %
und 41 % aller verkauften Android-Geräte.
Seit dem Marktstart 2008 erzielte Google mit Android einen Umsatz von 31 Mrd. US-Dollar (Stand: Januar 2016).

## Portierungen
Da die Quellen von Android frei verfügbar sind und auch keine rechtlichen Gründe dagegen sprechen, kann es verhältnismäßig einfach auf nahezu jeden ausreichend leistungsfähigen Rechner portiert werden. Wenn eine Plattform vom Linux-Kernel unterstützt wird, besteht eine gute Möglichkeit, dass eine Portierung von Android gelingt. Es gibt Portierungen für Smartphones, die ursprünglich mit einem anderen Betriebssystem ausgeliefert wurden. Andere Projekte portieren Android für einen handelsüblichen Desktop-Computer. Viele dieser Portierungsprojekte werden von einer weltweiten Entwickler-Community vorangetrieben. Die Open Handset Alliance unterstützt diese Projekte mit einer eigenen Portierungsanleitung.

### Portierungen für andere Smartphones
XDAndroidPortierung für Smartphones mit Windows Mobile 6.1 oder 6.5 vor allem für ältere HTC-Geräte. XDAndroid kann Windows Mobile ersetzen, alternativ kann man eine Dualboot-Konfiguration installieren. Mit einer Speicherkarte wird das neue Betriebssystem auf das Gerät eingespielt oder gleich von dort gebootet.
AndromniaAndroid-Portierung für Samsung-Omnia-Geräte mit unzureichender Hardware-Unterstützung. Android startet von einer SD-Card und ändert am Omnia nichts.
iPhoneIm Jahr 2010 gab es erste Berichte über Portierungen von Android auf das Apple iPhone durch das iDroid Projekt. Teilweise wurden Quellcodes veröffentlicht. Allerdings blieben all diese Entwicklungen in einem sehr frühen experimentellen Entwicklungsstadium. Mittlerweile sind diese frühen Projekte größtenteils eingestellt und die Website des iDroid Projekts ist nicht mehr online verfügbar: Project Sandcastle ist eine weitere Portierung von Android für das iPhone, welche 2020 vom Start-Up Unternehmen Corellium veröffentlicht wurde. Derzeit läuft sie nur auf dem iPhone 7 und ist wie auch vorherige Versuche, Android auf das iPhone zu bringen, nur eingeschränkt nutzbar.
Portierung für Samsung Jet (S8000)Portierung von Android auf das Samsung Jet („Jetdroid“).
OpenmokoPortierung für das freie Smartphone Openmoko des gleichnamigen Herstellers. Das Ziel ist die Entwicklung freier und offener Smartphones (hard- als auch softwareseitig).
NITDroidPortierung für Nokia Internet Tablets und das Smartphone Nokia N900, welches nativ Maemo 5 verwendet. Seit März 2012 wird das Nokia N9 unterstützt. Nativ läuft das N9 mit MeeGo. Es ist dual-boot-fähig.
BadadroidPortierung für das Smartphone Samsung Wave S8500 und Wave S8530, welches eigentlich mit bada betrieben wird. Aktueller Project Status: Pre-Alpha.
Android PlayerPortierung von RIM auf das hauseigene Playbook OS 2 und die neue Version des Blackberry BB10. Die Dalvik VM Runtime wurde auf das POSIX-kompatible Betriebssystem QNX portiert. Es stehen APIs der Android-Version 2.3.3 zur Verfügung. Ab OS 2.1 sind Zugriffe auf die Kamera und das „Android In-app Billing“ möglich. Jede Android-Applikation wird in einem separaten Fenster angezeigt.

### Portierungen für die x86/AMD64-Plattform
- AMIDuOS:  Virtuelle Maschine auf Basis von Android Jelly Bean bzw. Lollipop des Hard- und Softwareherstellers American Megatrends; lauffähig unter Windows 7, 8 und 10.
- Android Studio:  ermöglicht das Ausführen und Entwickeln von Android-Anwendungen unter Windows, macOS, Linux und Chrome OS.
- Android-x86: Portierung des Android-Betriebssystems auf PC, Note- und Netbook mit x86-Architektur (Nachfolger der IBM PCs); ursprünglich lag der Entwicklungsschwerpunkt auf dem Asus Eee PC; neueste stabile Version ist Android-x86-9.0-r2; die stabile Version (Android-x86-6.0-R3) vom 24. April 2017 ist als USB- und CD-ROM-Image erhältlich;[121] das Projekt betreibt einen Git-Server, auf dem sämtliche Forks des (portierten) Betriebssystemcodes vorgehalten werden.
- AndroVM:  Virtuelle Maschine für Android 4.1.1
- Andy:  ermöglicht das Ausführen und Entwickeln von Android-Anwendungen unter Windows und macOS;[122]
- BlueStacks App Player:  ermöglicht das Ausführen von Android-Anwendungen unter Windows und macOS;
- Google Play Spiele für Windows: Android-Emulator von Google, der es ermöglicht Spiele aus dem Google Play Store auch auf Windows zu spielen.
- Jar of Beans:  JellyBean-Emulator der Nexus-ROMs (Android 4.1.1);
- LiveAndroid:  Portierung des Handy-Betriebssystems auf x86-kompatible PCs oder Netbooks; als Live-CD (Version 0.3) verfügbar seit dem 21. August 2009; seit September 2009 nicht weiterentwickelt;[123]
- MemuPlay:  Android-Emulator, aktuell bis Android 7.1 (64 bit)[124]
- NoxPlayer:  Android-Emulator, mit der man Android-Anwendungen auf PC und Mac ausführen kann.[125]
- Windows-Subsystem für Android:  Kompatibilitätsschicht zum Ausführen von Android-Anwendungen in Windows 11 (vergleichbar mit dem Windows-Subsystem für Linux), Support vom 21. Oktober 2021 bis zum 5. März 2025.
- WindowsAndroid:  Portierung von Android 4.0.3 auf Windows-PCs.

### Bekannte Derivate
| Derivat                                                       | Bemerkungen |
| ------------------------------------------------------------- | --- |
| AliOS (ehemals Aliyun OS/Yun OS)                              | Von AliCloud entwickelt, einer Tochterfirma der chinesischen Alibaba Group |
| Android Open Kang Project (AOKP)                              | Custom-Rom, mit Android 9 eingestellt |
| ColorOS                                                       | Android-Portierung des chinesischen Herstellers Oppo |
| CopperheadOS                                                  | Android-Variante auf AOSP-Basis mit Fokus auf Sicherheit für Mobiltelefone der Marken Nexus und Pixel |
| EMUI (ehemals Emoticon UI)                                    | Ehemals Custom-ROM für Geräte anderer Hersteller, später dann vorinstallierte Android-Portierung für Huawei & Honor. Mittlerweile nur noch Custom-Rom für Huawei- und Honor-Geräte |
| Fire OS                                                       | Android-Portierung des US-amerikanischen Herstellers Amazon für die Kindle-Fire-Geräte, Fire Phones und Fire-TV |
| Funtouch OS                                                   | Android-Portierung des chinesischen Herstellers Vivo |
| GrapheneOS                                                    | Android-Variante auf AOSP-Basis mit Fokus auf Sicherheit für Mobiltelefone, bis März 2019 unter dem Namen Android Hardening bekannt, zu weiten Teilen von Daniel Micay entwickelt, der ursprünglich an CopperheadOS arbeitete.                                                                                 |
| HTC Sense                                                     | Android-Portierung des taiwanischen Herstellers HTC |
| HyperOS (ehemals MIUI)                                        | Android-Portierung des chinesischen Herstellers Xiaomi |
| LineageOS (ehemals CyanogenMod)                               | CyanogenMod wurde von Mitarbeitern der Cyanogen Inc. und einer Entwickler-Community entwickelt. Seit 2017 als LineageOS von der Entwickler-Community weitergeführt. |
| MagicOS                                                       | Android-Portierung des chinesischen Herstellers Honor |
| Nokia X platform                                              | Ehemalige Android-Portierung des finnischen Herstellers Nokia für die Nokia Xseries Serie. Später erwarb Microsoft die Namensrechte an der Mobiltelefon-Sparte und setzte Microsoft Windows Phone ein. Anschließend erwarb HMD Global die Namensrechte, setzte jedoch ein hauseigenes cleanes Android One ein. |
| Nothing OS                                                    | Android-Portierung des Londoner Tech-Startups Nothing |
| OmniROM                                                       | Community-naher CyanogenMod-Nachfolger |
| One UI (Nachfolger von Samsung Experience (ehemals TouchWiz)) | Android-Portierung des südkoreanischen Herstellers Samsung |
| OxygenOS                                                      | Android-Portierung des chinesischen Herstellers OnePlus |
| Paranoid Android                                              | Der Hybrid-Modus ist eine Besonderheit |
| Replicant                                                     | Diese Variante verwendet nur freie Software |
| SlimRom                                                       | Android-Variante mit detaillierten Einstellungsmöglichkeiten der GUI |
| Shift OS-G                                                    | Android-Portierung des deutschen Herstellers Shift GmbH für Shiftphones auf Basis von Android 8.0, Android 10, (Android 12,) LineageOS 20 (≙ Android 13) und Android 14 mit Google-Services |
| Shift OS-l                                                    | Android-Variante des deutschen Herstellers Shift GmbH für Shiftphones auf Basis von Android 8.0, Android 8.1, Android 10 (, Android 12), LineageOS 20 (≙ Android 13) und LineageOS 22.2 ohne Google-Services                                                                                                   |
| tolinoOS                                                      | Betriebssystem der Tolino-Allianz für die Tolino-E-Book-Reader basierend auf Android |
| Xperia UI                                                     | Android-Portierung des japanischen Herstellers Sony |

## Kritik

### Fernzugriff auf Geräte
Google hat die Möglichkeit, sofern die Google-Apps installiert sind, Software ohne vorherige Nachfrage bei Nutzern zu löschen und zu installieren. Über etwaige dauerhafte Verbindungen mit Google-Servern könnten Applikationen via Fernzugriff ohne Einwirkung, jedoch mit Wissen der Nutzer gelöscht und installiert werden (Statusmeldung). Falls Google eine kostenpflichtige Software löscht, erhält der Kunde den Kaufpreis zurück. Im Juni 2010 hat Google erstmals Anwendungen auf den Endgeräten der Anwender durch einen Fernzugriff gelöscht, nachdem Sicherheitsexperten ein Schadprogramm in den damaligen Android Market eingeschleust hatten, um auf fehlende Kontrollen aufmerksam zu machen. Außerdem kann Google auch über die Google-Play-Dienste Geräte-Einstellungen ohne Einwilligung der Nutzer aus der Ferne ändern, was sich durch ein versehentliches Aktivieren des Energiesparmodus auf einigen Telefonen durch Google zeigte.

### Kontrolle durch Google
Wegen Googles Kontrolle über die Marke Android sowie über das Betriebssystem sind Gerätehersteller auf die Zusammenarbeit mit Google angewiesen. Diese Kontrolle soll Google in der Vergangenheit unter anderem genutzt haben, um zu verhindern, dass Gerätehersteller die Lokalisierungsdienste von Skyhook Wireless anstatt der Google-eigenen benutzen sowie um zu verhindern, dass Acer Geräte mit dem konkurrierenden Betriebssystem Aliyun vorstellt.

### Übermittlung privater Daten
Viele Applikationen benötigen Zugang zu privaten Daten wie Kontakte, Lokalisierung sowie Telefonnummer und können diese auch übermitteln.
Laut einer Studie von 2022 werden u. a. gewählte Telefonnummern an Google übermittelt.
Seit 2015 (Android 6.0) kann man die Zugriffsrechte in diversen Kategorien ablehnen oder gewähren. Diese Entscheidung kann man auch später noch einzeln ändern. Dafür zeigt Android eine Liste aller Rechte an, die eine App anfordert, oder alternativ eine Übersicht aller Apps, die ein bestimmtes Recht anfordern. Apps müssen darauf vorbereitet sein, dass der Benutzer ihnen nicht alle Rechte gewährt, und müssen die restlichen Funktionen trotzdem bereitstellen. Custom-ROMs wie zum Beispiel LineageOS (früher CyanogenMod) bieten schon länger ein weitergehendes Datenschutzmanagement.
Darüber hinaus gibt es auch Hilfsprogramme („Tools“) gegen die zahlreichen Apps, die deutlich mehr Berechtigungen anfordern und Daten übermitteln, als für ihre Funktion notwendig wäre. Diese liefern den Apps falsche Daten und lassen sie so in dem Glauben, sie hätten die Zugriffsrechte bekommen. Dafür benötigen sie jedoch Root-Rechte.
Einige der beim Kauf schon vorinstallierte Apps können deaktiviert werden, sodass sie im System nicht mehr aktiv sind. Vorinstallierte Apps, die keinen unmittelbaren Nutzen haben (und meist vom Smartphone-Hersteller installiert wurden), bezeichnet man als Bloatware.
Applikationen mit Berechtigung zum Internetzugriff können Dateien der SD-Karte ins Internet hochladen.
Sehr viele Spiele fordern das Recht „Konten auf dem Gerät suchen“ an.
Mit diesem Recht kann zum Beispiel die E-Mail-Adresse des Google-Kontos gelesen und können über Google+ persönliche Informationen abgefragt werden.
Auch hinterlegte E-Mail-Adressen, Facebook- und Twitter-Konten können ermittelt werden. Das Recht „WLAN-Verbindungen abrufen“ entspricht in seiner Wirkung dem Zugriff auf den Standort über GPS, da unter anderem Google die SSIDs in frei abfragbaren Geodatenbanken speichert.
Alle installierten Apps können theoretisch auch auf das Clipboard zugreifen und die dort abgelegten Daten ins Internet übertragen.
Im August 2018 wurde von der Verleger-Organisation „Digital Content Next“ eine Studie veröffentlicht, nach der ein nicht bewegtes Android-Smartphone mit im Hintergrund laufendem Chrome-Browser innerhalb von 24 Stunden rund 340 Mal Standortinformationen an Google versendet. Zudem soll Google anonymisiert erhobene Informationen mit persönlichen Nutzerdaten verknüpfen können, so der federführende Professor Douglas Schmidt von der Vanderbilt University.
Eine Analyse des Datenverkehrs von Varianten der Android-Software auf verbreiteten Smartphones belegt eine umfangreiche Datenerfassung und -versand, was – da es den Standardeinstellungen entspricht und bei Benutzung dieser Software nicht abschaltbar ist – die Privatsphäre, Kontrolle und Sicherheit der Nutzer beeinträchtigen kann.

### Schadsoftware
Mit seinem ständig steigenden Verbreitungsgrad wird Android für Schadsoftware-Autoren immer interessanter. Insbesondere die Möglichkeit, ungeprüfte Apps von Drittanbietern zu installieren (dazu ist die Zustimmung der Nutzer erforderlich), erhöht die Gefahr. Google prüft seit Anfang 2012 alle Apps im Play Store automatisch. Daher ist man, wenn man Apps nur von dort installiert, relativ sicher; es sind jedoch auch Fälle von Schadsoftware-Verbreitung über den Play Store bekannt. Weitere Sicherheit bietet das in Android standardmäßige Sandboxing: Alle Apps laufen getrennt in einer virtuellen Maschine. Angeforderte Berechtigungen der Apps werden angezeigt und bedürfen der Zustimmung der Nutzer.
Diverse Anbieter von Sicherheitssoftware stellen Sicherheits-Apps mit mehr oder weniger guten Resultaten zur Verfügung. Diese Hersteller sind es auch, die oftmals laut und medienwirksam auf eine „Bedrohung“ aufmerksam machen, um ihre Produkte zu vermarkten. Eine weitere Art der Bedrohung über den in den neuesten Geräten vorhandenen Nahbereichsfunk NFC wurde von einem Sicherheitsspezialisten auf der Hackerkonferenz Black Hat 2012 vorgeführt.
2021 berichteten Journalisten und Forscher, eine Spyware namens Pegasus entdeckt zu haben, die von einem privaten Unternehmen entwickelt und verbreitet wurde. Diese Spyware kann sowohl iOS- als auch Android-Smartphones infizieren – zum Teil über 0-Day-Exploits – ohne dass der Nutzer dafür interagieren muss oder Hinweise auf eine Infektion erhält. Die Spyware kann dann etwa dazu verwendet werden, um Daten zu exfiltrieren, den Standort des Nutzers zu verfolgen, die Kamera zu benutzen oder das Mikrofon zu aktivieren.

### Verfügbarkeit aktueller Versionen für vorhandene Geräte

Häufigkeit der verschiedenen Android-Versionen. Alle Versionen älter als 4.0 sind fast verschwunden.

Android-Smartphones werden oft mit einer älteren Betriebssystem-Version verkauft. Meist haben Hersteller gegenüber den Kunden keine vertragliche Verpflichtung, neueste Versionen auszuliefern. Den einwandfreien Betrieb der Geräte im Auslieferungszustand muss der Verkäufer sicherstellen, nicht der Hersteller. Daher obliegt es dem Hersteller, ob er den hohen Aufwand der Update-Auslieferung betreibt oder nicht. Dass viele Mobiltelefone aktuelle Android-Versionen spät oder gar nicht erhalten, wird von Kunden und Verbraucherschützern scharf kritisiert, da Apps für Bank- und Krankenkassen-Anwendungen eine sichere Gerätetechnik erfordern.
Auf der Entwicklerkonferenz Google I/O im Mai 2011 betonte Google, viele Hersteller würden bei jedem neuen Gerät mindestens 18 Monate lang die aktuelle Android-Version bereitstellen. Jedoch gab es kurz darauf Meldungen, dass Hersteller diese Selbstverpflichtung brechen. Auf der Konferenz Google I/O im Juni 2012 veröffentlichte Google ein Platform Development Kit, das es Herstellern frühzeitig ermöglicht, neue Android-Versionen auf ihre Hardware zu portieren.
Da die Quelltexte von Android und des Linux-Kernels veröffentlicht werden, können und dürfen auch herstellerunabhängige Entwicklergruppen „inoffizielle“ Android-Portierungen als Custom-ROMs bereitstellen. Welche Geräte davon profitieren, bestimmt die Motivation der Entwickler und die Verfügbarkeit hardwarenaher Software-Komponenten und Dokumentationen, vor allem Treiber.
Im Zuge der Stagefright-Sicherheitslücke gab Google im August 2015 bekannt, dass Nexus-Geräte künftig monatlich Sicherheitsupdates für drei Jahre nach Erscheinen des Geräts erhalten, unabhängig von Updates der Android-Plattform, die für etwa zwei Jahre verteilt werden sollen. Mit dem Start des Pixel 8 hat Google zugesagt, mindestens 7 Jahre Sicherheitsupdates zu liefern. Auch andere große Hersteller sagen mittlerweile Versions- und Sicherheitsupdates für mehrere Jahre zu.

## Patentstreitigkeiten
Google wurde beschuldigt, mit Android eine große Anzahl von Patenten anderer Firmen zu verletzen. Infolgedessen kam es seit 2009 weltweit zu einer Reihe von Rechtsstreiten mit Geräteherstellern. Microsoft hat mit den drei Auftragsfertigern Quanta, Wistron und Compal sowie den Herstellern Samsung, HTC, Acer, ViewSonic, Onkyo, General Dynamics, Itronix und Velocity Micro Lizenzverträge abgeschlossen und verdient dadurch Schätzungen zufolge zwischen 3 und 12,50 US-Dollar pro verkauftem Android-Gerät, insgesamt etwa 500 Mio. US-Dollar im Geschäftsjahr 2012.
Zudem wurde Google im August 2010 von Oracle verklagt, weil Android Patent- und Markenrechte von Java verletzen würde. Den Rechtsstreit konnte Google in erster Instanz für sich entscheiden. Das Berufungsgericht gab Oracle jedoch recht und erkannte darauf, dass Urheberrechte an Java-APIs verletzt worden seien. Der von Google angerufene Oberste Gerichtshof der Vereinigten Staaten gab am 5. April 2021 die Entscheidung bekannt, dass die Verwendung der Java-APIs in Android durch die Fair-Use-Doktrin gedeckt sei, und hob die Entscheidung des Berufungsgerichts zu Gunsten von Google auf.